# 2050 (película)
2050 (en España: Robot de compañía) es una película estadounidense de 2018, del género Ciencia ficción, dirigida por Princeton Holt y protagonizada por David Vaughn, Stefanie Bloom y Dean Cain.

## Sinopsis
Michael Green (David Vaughn), casado, diseñador de videojuegos y padre de dos hijos, lucha por encontrar la intimidad con su esposa Brooke. Al descubrir que su cuñado Drew ha comprado un robot sexual personalizable, recurre al almacén dirigido por Maxwell (Dean Cain) para crear su propia pareja perfecta.

## Reparto
- David Vaughn - Michael Greene
- Irina Abraham - Brooke Greene
- Stormi Maya - Quin
- Stefanie Bloom - Sophia
- Devin Fuller - Drew
- Dean Cain - Maxwell
- Hope Blackstock - Alli
- Jonathan Ercolino - Cameron
- Jace Nicole - Diana
- Shannone Holt - Reign Regan
- Chris Riquinha - David